# ザ・ロイヤルズ (テレビドラマ)
『ザ・ロイヤルズ』（The Royals）は、2015年3月15日にE!で初放送されたアメリカのゴールデンタイムのソープオペラのテレビドラマ。マーク・シュワーンが企画し、エリザベス・ハーレイが主演した、同ネットワークにとって初の脚本付きシリーズとなった。このシリーズはミシェル・レイの2011年の小説『Falling for Hamlet』（ハムレットに恋して）を大胆に翻案して始まっている。E!は放送開始の2ヶ月前に第2シーズンの製作を決定し、2016年1月5日には第3シーズン製作を決定した。E!は第4シーズンの製作を2017年2月16日に決定し、2018年3月11日から放送された。E!は2018年8月の第4シーズン放送後にシリーズを打ち切った。ライオンズゲート・テレビジョンは系列ネットワークのPopにおける引き継ぎを協議しながら、このシリーズを他のネットワークに売り込んでいたが、ライオンズゲートはシリーズの新しい製作先を見つけることができず、9月24日に正式に打ち切られた。
ハーレイが架空の現代のイギリス王妃を演じ、ウィリアム・モーズリーとアレクサンドラ・パークが彼女の双子の子ども達のリアム王子とエレイン王女を演じ、ジェイク・マスコールがヘレナの義理の弟で宿敵でも有るサイラス王を、トム・オースティンがエレノアのボディガードで脅迫者でもあるジャスパー・フロストを、オリバー・ミルバーンが王室の警備主任であるテッド・プライスを演じている。第1シーズンにはヴィンセント・リーガンとメリット・パターソンがそれぞれヘレナの夫のサイモン王とリアムの恋人のオフィーリア・プライスとして出演している。

## あらすじ
ヘレナは、架空の現代イギリス王室の女家長であり、公の目にさらされながら、一般的なものから異例のものまで、さまざまな家族の問題に対処しなければならない人物である。双子のリアム王子とエレノア王女は、王族として享受できる享楽的な快楽を楽しんでおり、長兄ロバートがイングランド王位の継承者としての責任を負っていることを理解している。しかし、ロバートが死亡したことで一家は混乱に陥り、サイモン王は王室の将来に不安を抱くこととなる。思いがけず王位継承権を得たリアムは、王位にふさわしい人物としての役割に適応しつつ、王室警護責任者のアメリカ人の娘・オフィーリアへの恋心に葛藤することになる。自己破壊的な傾向を持つ妹エレノアは、彼女のボディガードが詐欺師であったことにより、人生のどん底に突き落とされる。王室の現状を維持し、自らの支配下に置こうとするヘレナ王妃は、王室の生活様式をあらゆる手段で守るために、サイモンの弟サイラスと手を組むのである。

## キャスト

### メイン
| 俳優                       | 役名                               | 説明 | シーズン | シーズン     | シーズン | シーズン |
| 俳優                       | 役名                               | 説明 | 1        | 2            | 3        | 4        |
| -------------------------- | ---------------------------------- | --- | -------- | ------------ | -------- | -------- |
| エリザベス・ハーレイ       | ヘレナ・ヘンストリッジ王妃         | サイモンの妻、イギリス王妃で後に第3シーズンでは王太后 | メイン   | メイン       | メイン   | メイン   |
| ヴィンセント・リーガン     | サイモン・ヘンストリッジ王         | イギリス王。第1シーズン終盤に死去し、生き残った子ども達が非嫡出子とみなされたため、当初は弟が王位を継承した。                                                  | メイン   | リカーリング | ゲスト   | ゲスト   |
| ウィリアム・モーズリー     | リアム・ヘンストリッジ王子         | サイモンとヘレナの次男、エレノアの双子の兄弟で長兄のロバートが死亡したあとで王位継承となる。                                                                   | メイン   | メイン       | メイン   | メイン   |
| アレクサンドラ・パーク     | エレノア・ヘンストリッジ王女       | リアムの双子の姉妹 | メイン   | メイン       | メイン   | メイン   |
| ジェイク・マスコール       | サイラス・ヘンストリッジ王子       | サイモンの弟でヨーク公爵。第2シーズンで王位を継承したが、第3シーズンで死亡していたとみなされていたサイモンの息子のロバートが戻ってきたので退位することになる。 | メイン   | メイン       | メイン   | メイン   |
| トム・オースティン         | サー・ジャスパー・フロスト         | 王室のボディガードであり、エレノアの恋人。第4シーズンでロバートからナイトの称号を授与される。                                                                  | メイン   | メイン       | メイン   | メイン   |
| オリバー・ミルバーン       | テッド・プライス                   | 第1および第2シーズンの王室警護主任でオフィーリアの父親 | メイン   | メイン       | 出演なし | 出演なし |
| メリット・パターソン       | オフィーリア・プライス             | 第1シーズンでのリアムの恋愛対象でテッドの娘 | メイン   | ゲスト       | 出演なし | 出演なし |
| ジュヌヴィエーヴ・ゴーント | ウィルヘルミナ・モレノ（ウィロー） | リアムの友人。後にヘレナに雇われ、一家のソーシャルメディアマネージャーとなる。第4シーズンの終わりにロバートと結婚し、王妃となる。                              | 出演なし | リカーリング | メイン   | メイン   |
| マックス・ブラウン         | ロバート・ヘンストリッジ王         | サイモンとヘレナの長男で王位継承者。飛行機事故で亡くなったと思われていたが、シーズン3で再登場し、王位に就く。シーズン4の終わりにウィローと結婚する。           | 出演なし | 出演なし     | メイン   | メイン   |

### リカーリング
| 俳優                                                                          | 役名                                            | 説明                                                                       | Seasons      | Seasons      | Seasons      | Seasons      |
| 俳優                                                                          | 役名                                            | 説明                                                                       | 1            | 2            | 3            | 4            |
| ----------------------------------------------------------------------------- | ----------------------------------------------- | -------------------------------------------------------------------------- | ------------ | ------------ | ------------ | ------------ |
| ヴィクトリア・エカノエ                                                        | レイチェル                                      | ヘレナの秘書                                                               | リカーリング | リカーリング | リカーリング | リカーリング |
| リディア・ローズ・ビューリー                                                  | ペネロープ・ヘンストリッジ王女                  | サイラスの長女                                                             | リカーリング | リカーリング | 出演なし     | 出演なし     |
| ハッティ・プレストン (第1シーズン) ジェリー＝ジェーン・ピアーズ (第2シーズン) | マリベル・ヘンストリッジ王女                    | サイラスの次女                                                             | リカーリング | リカーリング | 出演なし     | 出演なし     |
| アンドリュー・ビクネル                                                        | ルシアス                                        | ヘレナの秘書で、後にサイラスの秘書                                         | リカーリング | リカーリング | 出演なし     | ゲスト       |
| ポピー・コービー＝チューチ                                                    | プルーデンス                                    | サイラスと関係を持つことになる王宮の使用人                                 | リカーリング | リカーリング | 出演なし     | 出演なし     |
| マンプリート・バチュ                                                          | アショク                                        | リアムの友人                                                               | リカーリング | リカーリング | 出演なし     | 出演なし     |
| スコット・マスレン                                                            | ジェームズ・ハロウェイ                          | 既婚の政治家であり、サイラスの愛人でもある男性                             | リカーリング | リカーリング | 出演なし     | 出演なし     |
| サイモン・トーマス                                                            | ナイジェル・モアフィールド                      | 政治家であり反君主制運動の指導者                                           | リカーリング | リカーリング | 出演なし     | 出演なし     |
| アンドリュー・クーパー                                                        | ロード・トゥイズデン・ベックウィズ2世（ベック） | ロバートの親友、リアムの長年の友人、エレノアの恋人                         | ゲスト       | リカーリング | ゲスト       | 出演なし     |
| ジョーン・コリンズ                                                            | オックスフォード大公妃アレクサンドラ            | ヘレナの母親                                                               | ゲスト       | リカーリング | 出演なし     | リカーリング |
| トーマス・クリスチャン                                                        | ブランドン・ブーン                              | ロバートの飛行機墜落事故の責任者である傭兵                                 | リカーリング | ゲスト       | ゲスト       | ゲスト       |
| リーン・ジョイス                                                              | イモージェン                                    | リハビリセンターを見学した後にエレノアが友達になった少女                   | ゲスト       | リカーリング | 出演なし     | 出演なし     |
| トム・エインズリー                                                            | ニック・ローン                                  | オフィーリアの同級生で恋愛対象                                             | リカーリング | ゲスト       | 出演なし     | 出演なし     |
| ノア・ハントリー                                                              | アリステア・レイシー大尉                        | ヘレナの愛人                                                               | リカーリング | ゲスト       | 出演なし     | 出演なし     |
| ウクウェリ・ローチ                                                            | マーカス・ジェフリス                            | リアムのボディガードで親友                                                 | リカーリング | 出演なし     | 出演なし     | 出演なし     |
| ソフィー・コフーン                                                            | ジェマ・ケンジントン                            | 宝石相続人でリアムの元恋人                                                 | リカーリング | 出演なし     | 出演なし     | 出演なし     |
| ロッキー・マーシャル                                                          | ジェームズ・ヒル                                | エレノアの新しいボディガードで、後に王室警護主任となる                     | 出演なし     | リカーリング | リカーリング | リカーリング |
| タンヴィール・ガニー                                                          | クレンショー                                    | レポーター                                                                 | 出演なし     | リカーリング | リカーリング | ゲスト       |
| マシュー・ウルフ                                                              | ジェフリー・スチュワート                        | ドミニク・スチュワートの兄弟                                               | 出演なし     | リカーリング | ゲスト       | 出演なし     |
| ライラ・ロス                                                                  | ラニ                                            | 副首相                                                                     | 出演なし     | リカーリング | 出演なし     | 出演なし     |
| ステファニー・ヴォクト                                                        | ダフネ・プライス                                | テッドの亡き妻                                                             | 出演なし     | リカーリング | 出演なし     | 出演なし     |
| サラ・デュモン                                                                | マンディ/サマンサ・クック                       | エレノアのアメリカ人の友人で、ジャスパーと過去を共有している               | 出演なし     | リカーリング | 出演なし     | 出演なし     |
| キーリー・ヘイゼル                                                            | ヴァイオレット                                  | 療養中のサイラスに優しく接する宮廷女官                                     | 出演なし     | リカーリング | 出演なし     | ゲスト       |
| ベン・クーラ                                                                  | ホールデン・エイヴリー                          | リアムの友人でアイヴァンの兄弟                                             | 出演なし     | リカーリング | 出演なし     | 出演なし     |
| アレックス・フェルトン                                                        | アイヴァン・エイヴリー                          | リアムの友人でホールデンの兄弟                                             | 出演なし     | リカーリング | 出演なし     | 出演なし     |
| ジュールス・ナイト                                                            | スペンサー・ホーニグスバーグ                    | 宮内大臣                                                                   | 出演なし     | 出演なし     | リカーリング | 出演なし     |
| ミリー・ロック                                                                | サラ・アリス・ヒル                              | ジェームズ・ヒルの娘                                                       | 出演なし     | 出演なし     | リカーリング | ゲスト       |
| クリスティーナ・ウルフ                                                        | キャスリン・デイヴィス                          | バーテンダーの友人であり、リアムの恋人。以前はロバートと関係があった。     | 出演なし     | 出演なし     | リカーリング | リカーリング |
| トム・フォーブス                                                              | チャールス・マッデン                            | リアムの友人                                                               | 出演なし     | 出演なし     | リカーリング | 出演なし     |
| アイーフェ・マクマホン                                                        | ヴェルーカ・ポッパーウェル、エセックス公爵夫人  | サイラスの元妻で娘たちの母親                                               | 出演なし     | 出演なし     | リカーリング | 出演なし     |
| トビー・サンドマン                                                            | セバスチャン・イドリシ王子                      | エレノアのチャリティーオークションのデート相手で、友人であり親友となる人物 | 出演なし     | 出演なし     | リカーリング | リカーリング |
| マーゴ・スティリー                                                            | ハーパー                                        | 悪辣なアメリカ人記者                                                       | 出演なし     | 出演なし     | リカーリング | ゲスト       |
| ダミアン・ハーレイ                                                            | ハンセル・フォン・リヒテンシュタイン王子        | リヒテンシュタインの王太子で、ヘレナのお気に入りのリアリティ番組のスター   | 出演なし     | 出演なし     | ゲスト       | ゲスト       |
| アンドリュー・スティール                                                      | コリン・ヨーク                                  | ヘレナが過去の情事を再燃させる政治家                                       | 出演なし     | 出演なし     | 出演なし     | リカーリング |
| エミリー・バーバー                                                            | カサンドラ・フォン・ハレン                      | 王の花嫁候補リストに載っている候補者                                       | 出演なし     | 出演なし     | 出演なし     | リカーリング |
| リチャード・ブレイク                                                          | フロスト伯爵                                    | ジャスパーの父親で詐欺師                                                   | 出演なし     | 出演なし     | 出演なし     | リカーリング |
| ニナ・ヤング                                                                  | フェリシティ・モレノ                            | ウィローの母親                                                             | 出演なし     | 出演なし     | 出演なし     | ゲスト       |

## エピソード
| シーズン | シーズン | 話数 | 話数 | 放送期間       | 放送期間      |
| シーズン | シーズン | 話数 | 話数 | 初回放送       | 最終回放送    |
| -------- | -------- | ---- | ---- | -------------- | ------------- |
|          | 1        | 10   | 10   | 2015年3月15日  | 2015年5月17日 |
|          | 2        | 10   | 10   | 2015年11月15日 | 2016年1月17日 |
|          | 3        | 10   | 10   | 2016年12月4日  | 2017年2月19日 |
|          | 4        | 10   | 10   | 2018年3月11日  | 2018年5月13日 |